# Pearl River (Mississippi)
Pearl River è un centro abitato e un census-designated place (CDP) degli Stati Uniti d'America, situata nella contea di Neshoba, nello Stato del Mississippi.